# مستقبلات جابا

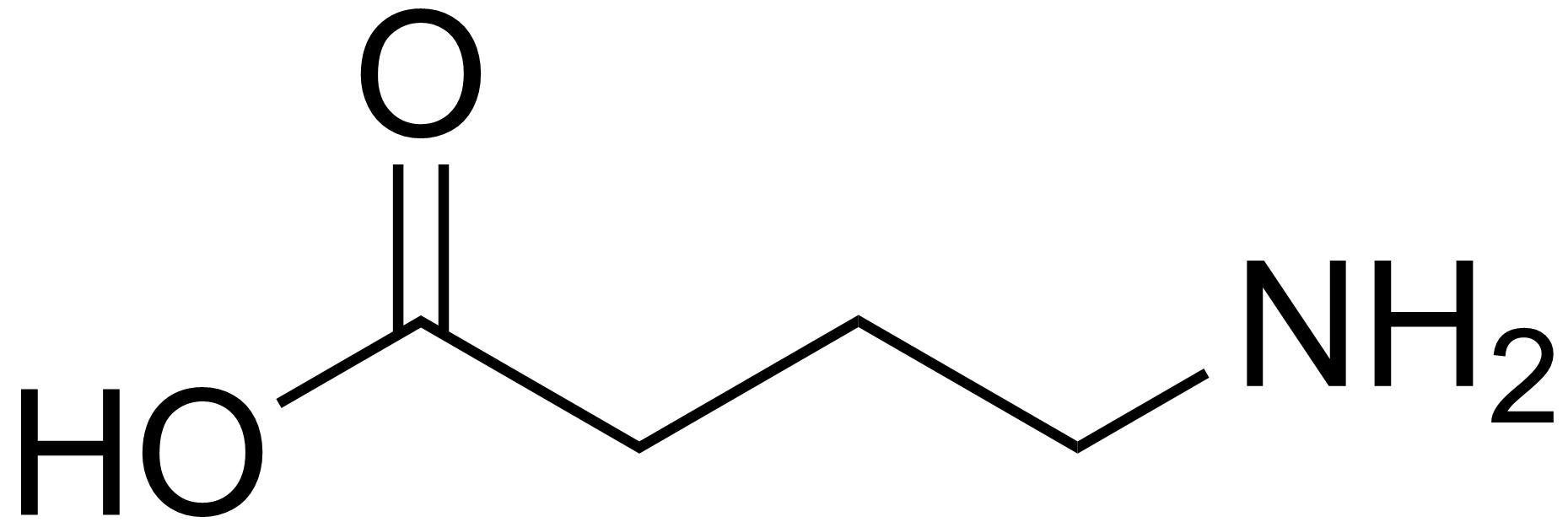
حمض جاما أمينوبيوتيريك

مستقبلات جابا هي فئة من المستقبلات التي تستجيب للناقل العصبي حمض جاما أمينوبوتيريك (جابا)، وهو المركب المثبط الرئيسي في الجهاز الفقري العصبي المركزي عند الناضجين. تؤثر مستقبلات جابا على الإدراك من خلال التنسيق مع العمليات الجلوتاماترجيكية. هناك نوعان من مستقبلات جابا: جابا أ وجابا ب.
مستقبلات جابا هي قنوات أيونوتروبية (تعرف أيضا باسم مستقبلات مضادة للأيونات)؛ في حين أن مستقبلات جابا «ب» هي مستقبلات مقترنة بالبروتين G، وتسمى أيضا مستقبلات ميتابوتروبيكية.

## القنوات الأيونوتروبية: جابا أ
اكتُشف منذ فترة طويلة أن الاستجابة السريعة لجابا في الخلايا العصبية التي تم غلقها من قبل بيكوكولين وبيكروتوكسين ترجع إلى التفعيل المباشر لقناة أنيونية. سميت هذه القناة فيما بعد بمستقبل جابا. مستقبلات جابا سريعة الاستجابة  هي أعضاء في عائلة من القنوات الأيونوتروبية ذات الحلقة سيس (Cys-loop ligand-gated ion channels). تمتلك أعضاء هذه العائلة الكبيرة والتي تشمل مستقبلات الأسيتيل كولين النيكوتينية ومستقبلات جابا والجلايسين ومستقبلات 5-HT3 ، حلقة مميزة تتكون من رابطة ثنائي الكبريتيد بين اثنين من رواسب السيستين.

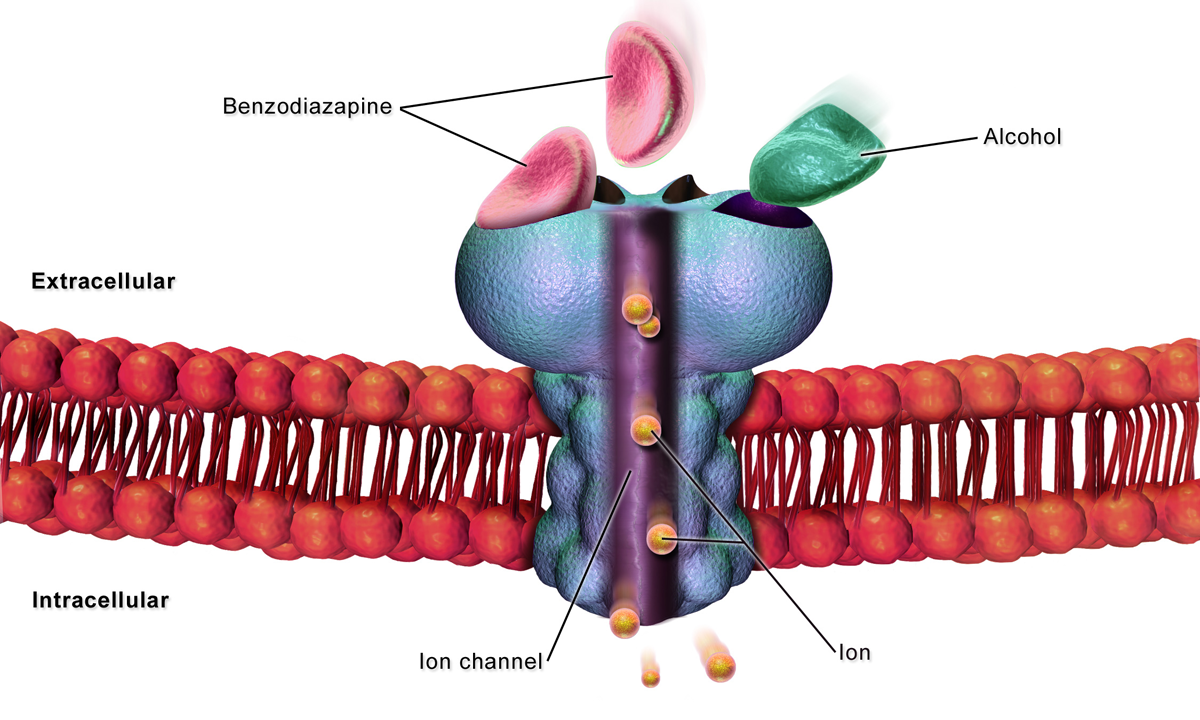
مستقبل جابا في غشاء الخلية

في مستقبلات جابا «أ» الأيونوتروبية، يؤدي ارتباط جزيئات جابا بمواقع ارتباطها في الجزء خارج الخلية من المستقبِل إلى فتح المسام الانتقائية لأيون الكلوريد. زيادة مرور الكلوريد تدفع جهد الغشاء نحو عكس جهد أيون الكلور وهو حوالي -65 ملي فولت في الخلايا العصبية، مما يحول دون إطلاق جهد حركة جديد. هذه الآلية هي المسئولة عن التأثير المهدئ لمنبهات الألوستيريك جابا «أ». بالإضافة إلى ذلك، تفعيل مستقبلات جابا يؤدي إلى ما يسمى تثبيط المحول، مما يقلل من استثارة الخلية مستقلةً عن التغيرات في جهد الغشاء.
كانت هناك تقارير عديدة عن مستقبلات جابا المستثارة. وفقا لنظرية استثارة جابا، فإن هذه الظاهرة ناتجة عن زيادة تركيز أيونات الكلوريد داخل الخلية إما أثناء تطور الجهاز العصبي  أو في بعض أنواع الخلايا. بعد هذه الفترة من التطور، يتم تنظيم مضخة الكلوريد وإدراجها في غشاء الخلية، لتضخ أيونات الكلوريد في فضاء من الأنسجة خارج الخلية. تنتج فتحات أخرى عن طريق ارتباط جابا بالمستقبلات ثم تنتج استجابات مثبطة. الإفراط في استثارة هذه المستقبلات يؤدي إلى إعادة تشكيل المستقبل، في نهاية المطاف ينثني مستقبل جابا داخل نفسه. ونتيجة لذلك، يتم تثبيط المزيد من الارتباط بمستقبلات جابا وتستقل عن الجهد المثبط بعد المشبكي.
مع ذلك، تم اتهام نظرية استثارة جابا باحتمالية أن تكون مصطنعة نتيجة ظروف تجريبية، حيث أن معظم البيانات التي تم الحصول عليها في المختبر في شريحة من الدماغ كانت عرضة للأوساط غير الفسيولوجية مثل نقص التمثيل الغذائي للطاقة والأضرار العصبية. نشأ الجدل عندما أظهرت عدد من الدراسات أن جابا في شرائح دماغ حديثي الولادة يصبح مثبطا إذا تم تزويد الجلوكوز في سائل التروية بأجسام كيتون، أو البيروفات، أو اللاكتات،  أو أن استثارة جابا نتجت من تلف الخلايا العصبية. شككت دراسات لاحقة من منشئي ومؤيدي نظرية استثارة جابا في هذه النتائج، ولكن الحقيقة ظلت بعيدة المنال حتى أمكن توضيح الآثار الحقيقية لجابا بشكل موثوق في الدماغ الحية السليمة. منذ ذلك الحين، وباستخدام التكنولوجيا مثل في كهربية الجسم الحي/ التصوير وعلم الوراثة الضوئية، ذكرت اثنتين من الدراسات على الجسم الحي تأثير جابا على دماغ حديثي الولادة، وكلتاهما أظهرت أن غابا يعد في الواقع مثبط بشكل عام، مع ذكر أن تفعيلها في دماغ القوارض النامية لا يؤدي إلى تنشيط الجهاز كله،  وبدلا من ذلك يؤدي إلى انخفاض النشاط.

## الفئة الفرعية جابا أـ ρ (جابا C سابقا)
هي فئة فرعية من مستقبلات جابا المؤثرة، غير حساسة للمغيرات المعيارية النموذجية لقنوات مستقبلات جابا مثل: البنزوديازيبينات والباربيتورات. أطلق عليها مستقبلات جاباC. تحدث الاستجابات الأصلية لمستقبلات جابا C في خلايا الشبكية ثنائية القطبية أو الأفقية في فصائل الفقاريات.
تتكون مستقبلات جابا C بشكل حصري من الوحدات الفرعية ρ (رو) التي ترتبط بالوحدات الفرعية: مستقبلات جابا أ. على الرغم من أن مصطلح «مستقبلات جابا C» كثيرا ما يستخدم، فإن جابا c يمكن أن ينظر إليه باعتباره أحد أشكال عائلة مستقبلات جابا أ. جادل آخرون بأن الاختلافات بين مستقبلات غابا C وغابا أ كبيرة بما فيه الكفاية لتبرير الحفاظ على التمييز بين هذين النوعين من مستقبلات جابا. مع ذلك، منذ أن مستقبلات جابا C ترتبط ارتباطا وثيقا بتسلسل وبنية ووظيفة مستقبلات جابا أ، ومنذ أن مستقبلات جابا أ الأخرى إلى جانب تلك التي تحتوي على وحدات ρ الفرعية تبدو مماثلة لجابا С في شكلها الصيدلي، أوصت لجنة التسميات في الاتحاد الدولي لعلم الأدوية الأساسية والسريرية (IUPHAR) أن مصطلح جابا c لم يعد مستخدم وينبغي أن تكون هذه المستقبلات ρ بمثابة الفئة الفرعية ρ لمستقبلات جابا أ (جابا أ -ρ).

## مستقبلات مرتبطة بالبروتين G: جابا ب
هناك استجابة بطيئة لجابا بوساطة مستقبلات جابا ب،  تم تعريفها أصلا على أساس الخصائص الدوائية.
في الدراسات التي تركز على السيطرة على إطلاق الموصلات العصبية، لوحظ أن مستقبلات جابا كانت مسئولة عن تحوير أثار الإطلاق في مجموعة متنوعة من تحضيرات الأنسجة المستقلة. لم يتم حظر قدرة جابا هذه في منع الإطلاق العصبي في هذه التحضيرات من قبل بيكوكولين، ولم تُحاكي من قبل إيسوجوفاسين، ولم تعتمد على أيونات الكلوريد، والتي تعد كلها من سمات مستقبلات جابا. كان الاكتشاف الأكثر إثارة للدهشة اكتشاف أن باكلوفين (β-باراكلوروفينيل جابا)، المستخدم سريريا لعلاج التشنج، يحاكي تأثير جابا بطريقة مجسمة.
في وقت لاحق قدمت الدراسات دليلا مباشرا على مواقع ارتباط باكلوفين على الأغشية العصبية المركزية. أكد استنساخ [ الحمض النووي C]  أن مستقبلات جابا ب ينتمي إلى عائلة المستقبلات المقترنة بالبروتين G. تم استعراض معلومات إضافية عن مستقبلات جابا ب في أماكن أخرى.

## وصلات خارجية
- IUPHAR GPCR Database - GABAB receptors نسخة محفوظة 19 سبتمبر 2021 على موقع واي باك مشين.
- GABA+Receptor في المكتبة الوطنية الأمريكية للطب نظام فهرسة المواضيع الطبية (MeSH).